# 러브송은 멈추지 않아
《사랑의 노래는 멈추지 않아》(일본어: ラブソングはとまらないよ 라브송구와토마라나이요[*])는 이키모노가카리의 악곡. 27번째 싱글로서, 2014년 7월 9일에 소니 뮤직 레이블즈의 내부 레이블인 에픽 레코드 재팬에서 발매된。
전작 《웃는 얼굴》에서 약 1년(364일) 만의 발매가 된 2014년 제1탄 싱글로, 초회사양한정반에서는 「이키모노 카드 041」가 봉입되어 있다.

## 수록곡
| #  | 제목                                                                                   | 작사·작곡       | 편곡          | 재생 시간 |
| -- | -------------------------------------------------------------------------------------- | --------------- | ------------- | --------- |
| 1. | 〈사랑의 노래는 멈추지 않아〉 (ラブソングはとまらないよ)                               | 미즈노 요시키   | 혼마 아키미쓰 | 5:34      |
| 2. | 〈무지개〉 (虹)                                                                        | 야마시타 호타카 | 에구치 료     | 4:23      |
| 3. | 〈사랑의 노래는 멈추지 않아 -instrumental-〉 (ラブソングはとまらないよ -instrumental-) |                 |               |           |
| 4. | 〈무지개 -instrumental-〉 (虹 -instrumental-)                                          |                 |               |           |

### 내용주
1. ↑  발매 시점에서는 이키모노가카리의 싱글 작품의 발매 간격으로서 과거 최장이다.

### 참조주
1. ↑  이키모노가카리의 노래에 맞춰서 노넨 레이나가 유카타 입고 사랑 - Natalie 2014년 7월 9일